# La garsa a la forca
La garsa a la forca (en neerlandès, Ekster op de Galg) és una obra de 1568 del pintor flamenc Pieter Brueghel el Vell. És un petit oli sobre taula, pràcticament quadrat que mesura 45,9 cm × 34 cm. S'exhibeix actualment en el Museu Estatal de Hessen a Darmstadt, Alemanya.
El quadre presenta una clariana al bosc on hi ha tres camperols dansant en cercle al so d'un sac de gemecs, al costat d'una forca al capdamunt de la qual hi ha una garsa. El patíbul es dreça al centre del quadre, dividint-lo en dues parts, una composició manierista amb el costat dret més «obert» i l'esquerre més «tancat», amb la garsa gairebé al centre exacte del quadre. El patíbul sembla formar un «objecte impossible», semblant a un triangle de Penrose, amb les bases dels pals plantats de manera aparent un al costat de l'altre, però amb el costat dret del membre de la creu retrocedint cap al fons, i una il·luminació contradictòria.
Una altra garsa s'enfila a una roca a la base de la forca, prop del crani d'un animal. Les úniques persones ocupen la part esquerra del primer pla: un home defeca a la foscor de l'esquerra, mentre que uns altres miren i s'apropen als tres dansaires. A la dreta s'alça una creu amb un molí d'aigua darrere. El fons s'obre a una vista d'una vall fluvial, amb una ciutat a l'esquerra i un castell sobre un promontori rocós per damunt, i una torre en un altre aflorament rocós a la dreta, i pujols llunyans i el cel per darrere. Després dels dansaires s'alcen dos arbres entrellaçats, un motiu usat per Brueghel en un dibuix anterior d'ossos jugant en un bosc. La impressió de profunditat s'aconsegueix per la progressió dels tons castanys densos que dominen el primer pla, a través de tons mitjans verdosos en la mitjana distància, fins als blaus i grisos clars del fons.
La pintura de Brueghel es va crear l'any posterior a l'arribada del Duc d'Alba, als Països Baixos espanyols, enviat pel rei espanyol Felipe II per aixafar la rebel·lió holandesa. El patíbul pot representar l'amenaça d'execució d'aquells que predicaven la nova doctrina protestant, i la pintura pot al·ludir a diversos proverbis flamencs. Hi ha una al·lusió directa als proverbis neerlandesos de ballar o cagar sobre el patíbul, la qual cosa significa una burla a l'estat.
No se sap per què o per a qui es va pintar el quadre. La seva data de 1568 fa d'aquest quadre un dels últims de Brueghel abans de morir en 1569; de fet, potser és la seva obra final.